# Mossparv
Mossparv (Arremon dorbignii) är en fågelart i familjen amerikanska sparvar inom ordningen tättingar.

## Utseende och läte
Mossparven är en kontrastrikt tecknad sparv. Den har ett tydligt svartvitt huvudmönster, ett svart bröstband och bjärt mossgrön rygg. Näbben är tvåfärgad med en orangegul undre näbbhalva. Sången består av en serie med ljusa toner.

## Utbredning och systematik
Fågeln förekommer i västra, centrala och södra Bollivia (La Paz, Cochabamba, västra Santa Cruz, Chuquisaca och Tarija) samt i nordvästra Argentina (Jujuy och Salta, söderut till Catamarca). Den behandlades tidigare som en underart av saffransnäbbad sparv (Arremon flavirostris), men urskiljs numera vanligen som egen art.

### Familjetillhörighet
Tidigare fördes de amerikanska sparvarna till familjen fältsparvar (Emberizidae) som omfattar liknande arter i Eurasien och Afrika. Flera genetiska studier visar dock att de utgör en distinkt grupp som sannolikt står närmare skogssångare (Parulidae), trupialer (Icteridae) och flera artfattiga familjer endemiska för Karibien.

## Levnadssätt
Mossparven hittas i bergsskogar. Den ses vanligen i par på eller nära marken, födosökande i skogsbryn.

## Status
Arten har ett stort utbredningsområde och beståndet anses stabilt. Internationella naturvårdsunionen IUCN listar den därför som livskraftig (LC).